# فرودگاه بین‌المللی ماندالای
فرودگاه بین‌المللی ماندالای (به انگلیسی: Mandalay International Airport) (به زبان بومی: မန္တလေး အပြည်ပြည်ဆိုင်ရာ လေဆိပ်) یک فرودگاه همگانی با کد یاتا MDL است که یک باند فرود بتن دارد و طول باند آن ۴۲۶۸ متر است. این فرودگاه در کشور میانمار قرار دارد و در ارتفاع ۹۱ متری از سطح دریا واقع شده است.

## شرکت‌های هواپیمایی و مقصدهای پروازی

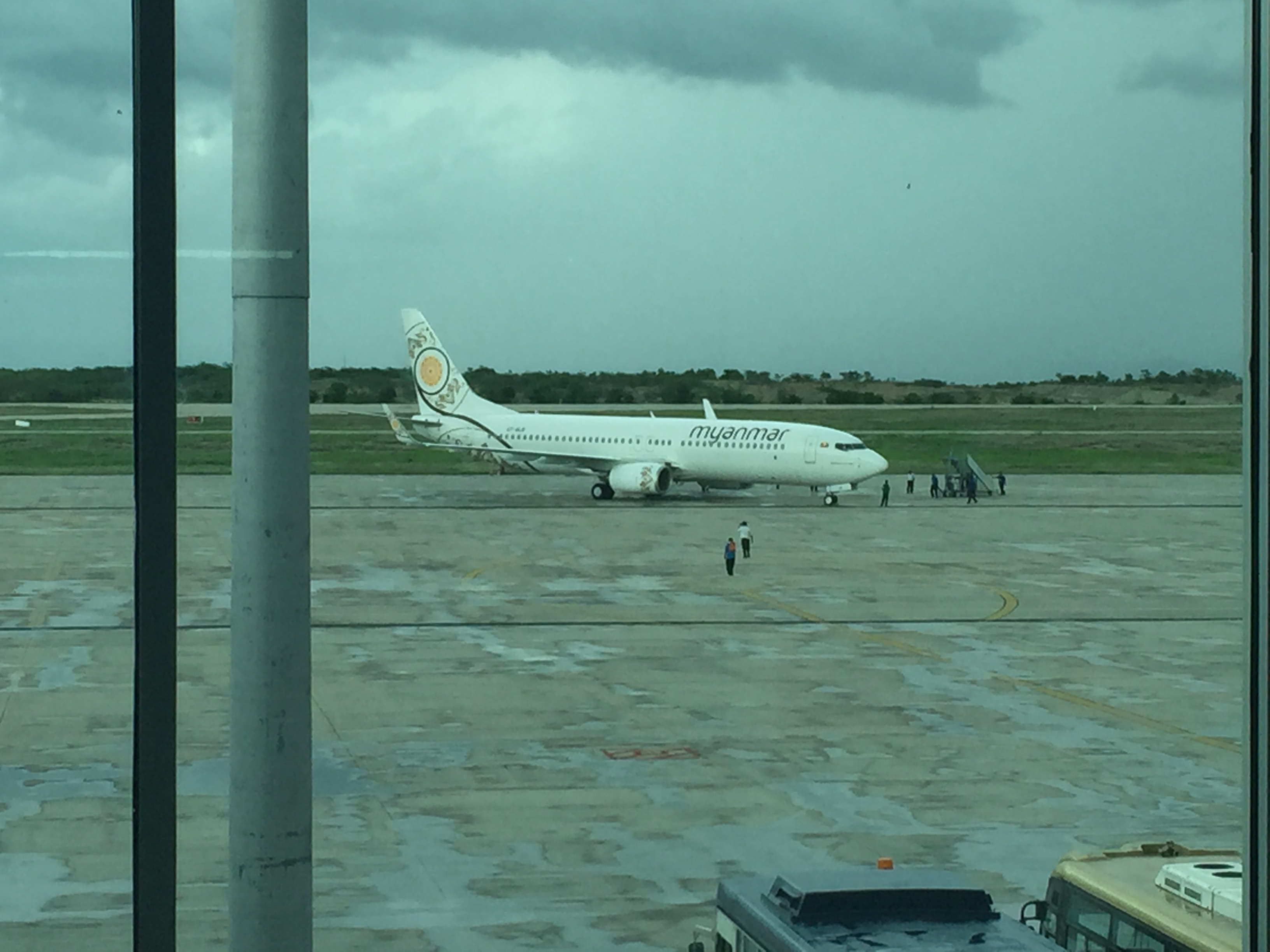
Myanmar National Airlines Boeing 737-800 at Mandalay International Airport

| شرکت‌های هواپیمایی         | مقصدهای پروازی                                                                                        | Refs  |
| ------------------------- | --- | ----- |
| Air Bagan                 | نیانگ ایو، بهامو، هه‌هو، Homalin, Monywa، کالایمیو، کنگتونگ، لاشیو مییتکیینا، نایپیداو، تاچیلک، یانگون |       |
| Air KBZ                   | بهامو، نیانگ ایو، هه‌هو، کالایمیو، مییتکیینا، تاچیلک، یانگون                                           |       |
| Air Mandalay              | مییتکیینا، یانگون                                                                                     |       |
| Asian Wings Airways       | نیانگ ایو، هه‌هو، یانگون                                                                               |       |
| بانکوک ایرویز             | سووارنابومی، چیانگ مای                                                                                |       |
| هواپیمایی شرقی چین        | بایون گوآنگجو، کونمینگ چانگشوی                                                                        |       |
| FMI Air                   | نیانگ ایو، نایپیداو، یانگون                                                                           |       |
| Golden Myanmar Airlines   | نیانگ ایو، بهامو، هه‌هو، کنگتونگ، مییتکیینا، تاچیلک، تاندوه، یانگون                                    |       |
| Mann Yatanarpon Airlines  | یانگون، نیانگ ایو، هه‌هو، تاندوه، کنگتونگ، تاچیلک، مییتکیینا                                           |       |
| میانمار ایرویز اینترنشنال | سووارنابومی                                                                                           |       |
| میانمار ایرویز اینترنشنال | یانگون                                                                                                |       |
| Myanmar National Airlines | سووارنابومی، هنگ کنگ                                                                                  | [ ۱ ] |
| Myanmar National Airlines | بهامو، کالایمیو، کنگتونگ، خمتی، مییتکیینا، نایپیداو، Pakokku، تاچیلک، تاندوه، یانگون                  |       |
| سیلک‌ایر                   | چانگی سنگاپور， یانگون                                                                                |       |
| تای ایرآسیا               | دن موئنگ                                                                                              |       |
| Yangon Airways            | نیانگ ایو، بهامو، هه‌هو، کالایمیو، کنگتونگ، لاشیو، مییتکیینا، نایپیداو، تاچیلک، یانگون                 |       |